# 张凯盈
张凯盈（1963年3月—），男，河南巩义人，1983年8月参加工作，1985年10月加入中共，中央党校研究生学历。现任商洛市人大常委会主任。

## 简历
历任渭南市华县副县长，中共华县县委常委、副县长，潼关县县长，榆林市靖边县县长，中共定边县委书记。
2013年6月任榆林市委常委、市纪委书记。2018年3月任榆林市委常委、市政府常务副市长。
2020年5月任商洛市人大常委会党组书记。2020年6月任商洛市人大常委会党组书记、主任。